# Sebastian Kowalczyk
Sebastian Kowalczyk, né le 22 août 1998 à Szczecin en Pologne, est un footballeur polonais jouant au poste d'ailier droit au Dynamo de Houston en MLS.

## Biographie

### Parcours en club

#### Débuts en Pologne
Né à Szczecin en Pologne, Sebastian Kowalczyk est formé par le club de sa ville natale, le Pogoń Szczecin. Il joue son premier match le 1er avril 2017, lors d'une rencontre de championnat face au Legia Varsovie. Il entre en jeu à la place de Spas Delev et son équipe s'incline sur le score de deux buts à zéro. Il inscrit son premier but en professionnel le 6 octobre 2018 face au Wisła Płock, en championnat. Il est titularisé ce jour-là, et en plus de marquer son premier but, il délivre une passe décisive pour Adam Buksa, participant à la victoire de son équipe par quatre buts à zéro.
En 2019, il est nommé troisième capitaine du Pogoń Szczecin, derrière Kamil Drygas et Adam Frączczak (en).

#### Première expérience à l'étranger en MLS
Le 1er août 2023, Sebastian Kowalczyk est transféré au Dynamo de Houston, franchise de Major League Soccer, où il signe un contrat d'un an et demi pour sa première expérience à l'étranger.
Kowalczyk fait sa première apparition sous ses nouvelles couleurs le 20 août suivant, à l'occasion d'une rencontre de MLS face aux Timbers de Portland. Il entre en jeu et son équipe l'emporte par cinq buts à zéro,.

### Parcours en sélection
Avec les moins de 17 ans, il inscrit un but lors d'un match amical contre la Norvège, le 11 février 2015 (victoire 3-0).
Sebastian Kowalczyk joue son premier match avec l'équipe de Pologne espoirs, le 15 novembre 2019, face à la Bulgarie. Il entre en jeu en cours de partie et son équipe s'incline par trois buts à zéro. Par la suite, en 2020, il délivre deux passes décisives avec les espoirs, contre l'Estonie (victoire 0-6), et la Lettonie (victoire 3-1). Ces rencontres rentrent dans le cadre des éliminatoires de l'Euro espoirs 2021.